# Алексеевское реальное училище (Пермь)
Алексеевское реальное училище — учебное заведение для мальчиков в Перми в XIX—XX вв. Находилось на Воскресенской площади напротив Воскресенской церкви.

## История

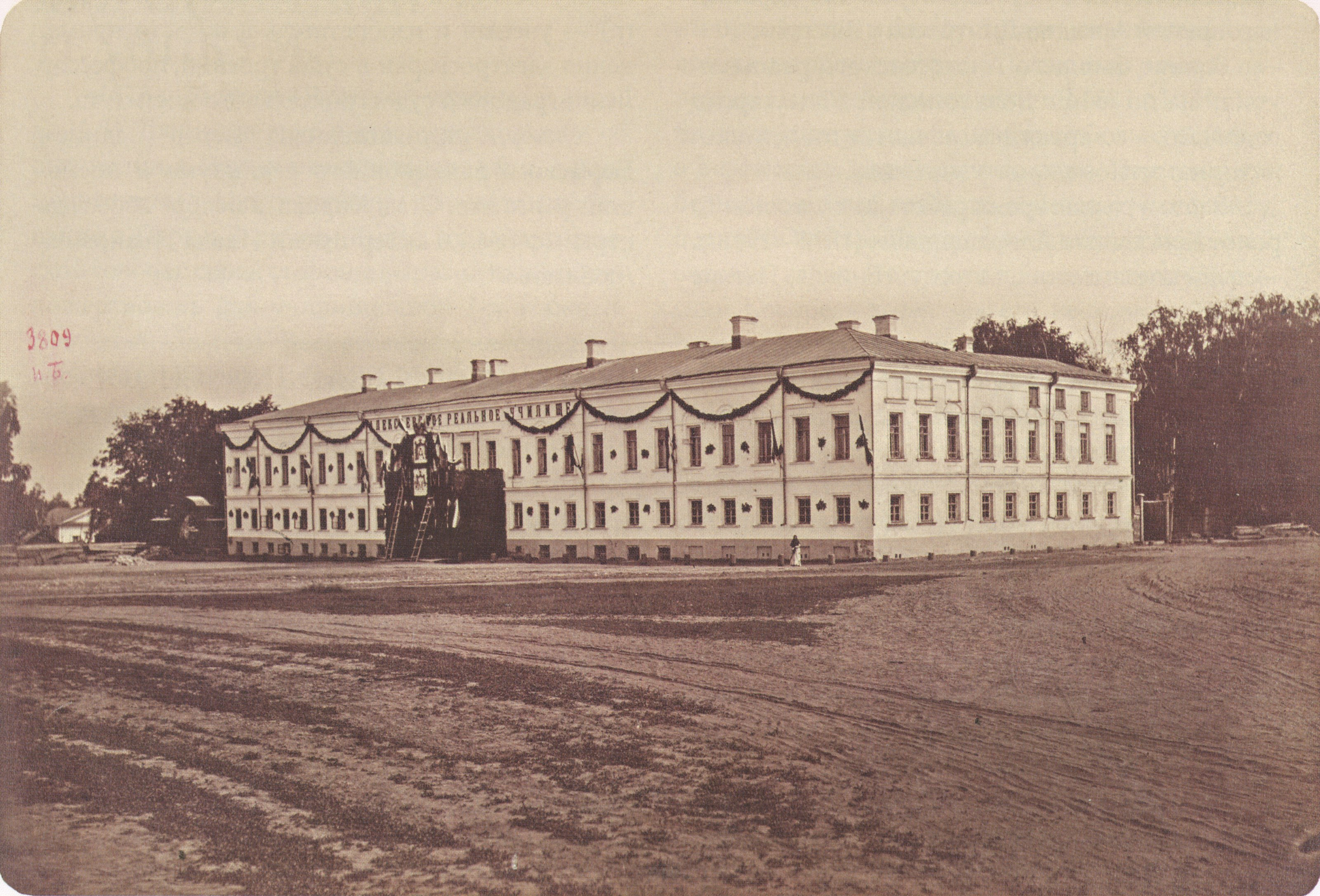
Алексеевское реальное училище (фото 1880—1895 гг.)

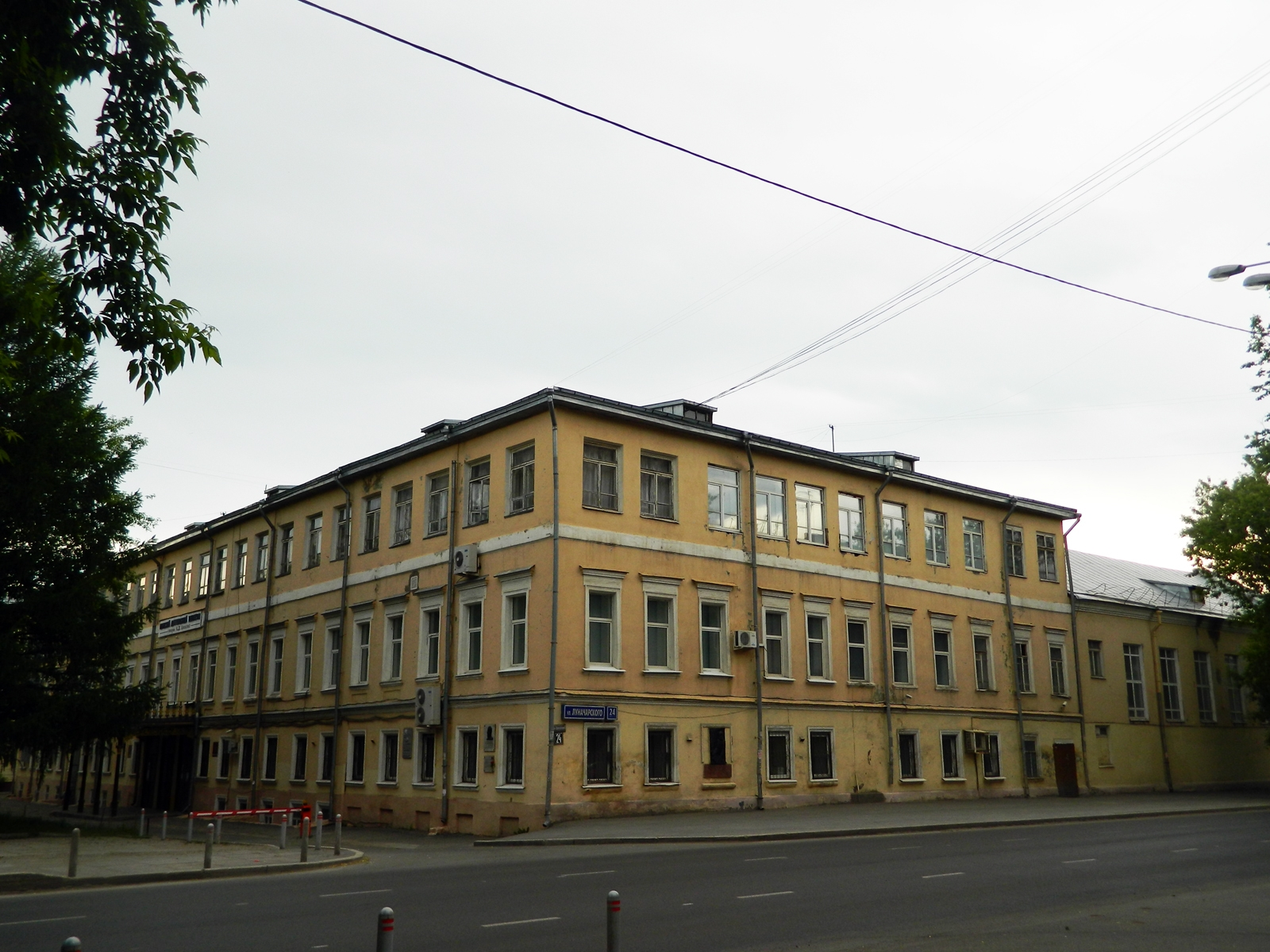
Здание бывшего Алексеевского реального училища в 2013 году

С идеей открыть в Перми реальное училище в 1873 г. выступил городской голова И. И. Любимов. Назвать его предполагалось в честь пребывания в Перми в 1873 г. великого князя Алексея Александровича, сына императора Александра II. Для открытия училища И. И. Любимов предложил использовать свой каменный двухэтажный дом на Вознесенской площади и обязался вносить в течение пяти лет по 2 тысячи рублей. Пермская городская дума, Марьинский банк и уездное земство согласились вносить в фонд училища по 11500 рублей. Дом, принадлежавший И. И. Любимову, прошёл капитальный ремонт с внутренней перепланировкой, и в сентябре 1876 г. состоялось открытие Алексеевского реального училища. На торжественной церемонии присутствовал министр просвещения Д. А. Толстой.
Училище было шестиклассным, кроме того, можно было окончить дополнительный седьмой класс, по окончании которого выпускник мог поступить в Высшее техническое учебное заведение или найти работу в горно-химической индустрии.
Первым директором (в 1876—1882 гг.) Алексеевского реального училища стал инспектор Казанского учебного округа Залежский Андрей Александрович, которого сменил потомственный дворянин и действительный статский советник Михаил Михайлович Дмитриевский (1882—1907 гг.), а его в свою очередь — почётный гражданин Кунгура Фёдор Фёдорович Скурский, также дважды избиравшийся гласным Пермской городской думы.
Май 1890 г. в жизни училища ознаменовался выставкой ученических работ по рисованию и черчению на Казанской научно-промышленной выставке, на которой ряд работ получили медали от Академии художеств. Реальное училище также участвовало во Всемирной художественно-промышленной выставке в Чикаго (1893 г.), во всероссийской художественно-промышленной выставке в Нижнем Новгороде (1896 г.).
В 1896 г. в Пермь из Красноуфимска по предложению горного начальника Пермских пушечных заводов Н. Г. Славянова было переведено горно-заводское отделение, а в 1899 г. оно получило отдельное здание на углу Екатерининской и Соликамской. Реальное училище располагало также и другими зданиями на улицах Екатерининской, Соликамской, Вознесенской. Училище имело хорошо оборудованные мастерские, в которых проводились практические занятия по физическим и химическим предметам, металло- и деревообработке. Учащиеся также проходили практику на заводах и шахтах.
В 1919 г. реальное училище было закрыто. В дальнейшем в его здании располагались учебные заведения. В 1934 г. здание училища было надстроено третьим этажом.
Ныне здесь располагается Пермский авиационный техникум имени А. Д. Швецова.

## Известные выпускники
Алексеевское реальное училище окончили:
- Шапошников, Борис Михайлович
- Крисанов, Николай Васильевич
- Швецов, Аркадий Дмитриевич
- Вологдин, Сергей Петрович
- Вологдин, Валентин Петрович
- Вологдин, Виктор Петрович
- Шварёв, Николай Александрович

На здании училища в память об А. Д. Швецове, Б. М. Шапошникове, В. П. Вологдине и Н. В. Крисанове установлены мемориальные доски.